# 장량 (후한)
장량(张梁, ? ~ 184년)은 후한 말기 황건적의 수령 장각과 장보의 동생이다.
184년 황건적의 난 당시 인공장군이라 칭하고광종에서 황보숭과 싸워 서전에서는 승리한다. 그러나 다음날 황보숭의 기습을 받아 전사했다.

## 삼국지연의의 묘사
형 장보와 함께 황보숭과 주준이 인솔하는 관군과 싸우지만 장사에서 화공을 받고 조조의 급습까지 받아 패주한다. 이후 장각이 죽자 그 뒤를 이어 황건적들을 이끌고 황보숭과 조조에 맞서 7번 싸웠으나 모두 패배했고 곡양에서 전사해 목이 베인다.